# Tess Coady
Tess Coady (Melbourne, 2 november 2000) is een Australische snowboardster.

## Carrière
Bij haar wereldbekerdebuut, in februari 2017 in Mammoth Mountain, eindigde Coady direct op de zesde plaats. Op de FIS wereldkampioenschappen snowboarden 2017 in de Spaanse Sierra Nevada eindigde de Australische als elfde op het onderdeel slopestyle en als 21e op het onderdeel big air. In januari 2018 stond ze in Snowmass voor de eerste maal in haar carrière op het podium van een wereldbekerwedstrijd.
Op 23 januari 2020 boekte Coady in Seiser Alm haar eerste wereldbekerzege.

## Resultaten

### Wereldkampioenschappen
| Jaar | Plaats        | Resultaten                 |
| ---- | ------------- | -------------------------- |
| 2017 | Sierra Nevada | 21e Big air 11e Slopestyle |

### Wereldbeker
Eindklasseringen
| Seizoen   | Algm | SBS | BA  |
| --------- | ---- | --- | --- |
| 2016/2017 | 49e  | 21e | –   |
| 2017/2018 | 26e  | 8e  | 26e |

Wereldbekerzeges
| Datum           | Plaats     | Onderdeel  |
| --------------- | ---------- | ---------- |
| 23 januari 2020 | Seiser Alm | Slopestyle |